# Fou!
Fou! (Nederlands: Gek, dwaas, zot) is een conceptalbum van Ange. Het album, over bevolking tegenover politici en monarchie, verscheen in 1984. Het album bevat jaren 80-rock en valt in twee delen uiteen (track 1-5, track 6-11). De meningen over dit album liepen sterk uiteen. Liefhebbers van de muziek van Ange uit de jaren zeventig verafschuwden het, liefhebbers van jaren 80-rock schatten het hoger in. Het album is opgenomen in Le Bar-sur-Loup, in een gelegenheid Superbar/Midibox. Het geheel werd uitgevoerd in een ontwerp van Phil Umdenstock, jarenlang verbonden aan Ange. Uitvoeringen van het album gingen gepaard met verkleedpartijen van Christian Décamps.

## Musici
- Christian Décamps – zang, piano
- Serge Cuenot – gitaar
- Laurent Sigrist – basgitaar
- Francis Décamps – toetsinstrumenten
- Jean-Clause Potin – slagwerk, percussie, drummachine
- Fred Betin – sequencer

## Muziek
Muziek van Francis Décamps, teksten van Christian Décamps. Productie-assistent Philippe Ferrari schreef mee aan track 6 en 9. 

| Nr. | Titel                        | Duur |
| --- | ---------------------------- | ---- |
| 1.  | Les yeux d’un fou            | 3:55 |
| 2.  | (Je n’suis) La pour personne | 4:10 |
| 3.  | Piège a cœur                 | 3:59 |
| 4.  | Harmonie                     | 3:44 |
| 5.  | (He!) Cobaye                 | 3:33 |
| 6.  | Les fous demandent un roi    | 5:27 |
| 7.  | Guignols                     | 3:38 |
| 8.  | Guignols (la chasse)         | 2:07 |
| 9.  | Fou                          | 4:12 |
| 10. | Crever d’amour (prelude)     | 2:40 |
| 11. | Crever d’amour               | 4:20 |